# De Meerlaan
De Meerlaan is een koren-, pel- en elektriciteitsmolen in de stad Gistel, in de Belgische provincie West-Vlaanderen. Het is een voorloper van de moderne windturbine; de oudste nog
ingerichte elektriciteitsmolen die er in België (en Europa) nog bestaat. Het ronde bakstenen ondergedeelte is vijftien meter hoog. Hierbovenop staat een kleine staakmolen met zwicht-stelling als kruibaar bovendeel.
De molen werd in 1933 naar model van "'t Merelaantje" (1930, sinds 1973 in Londerzeel) gebouwd in opdracht van Alfred Ronse junior (zoon van Alfred Ronse). Deze Gistelse molenkenner wilde aantonen dat windmolens nog een rol konden spelen voor de opwekking van elektriciteit. De molen is niet bedrijfsvaardig en verkeert in zéér vervallen staat. Het gevlucht, dat voorzien was van het stroomlijnsysteem "Dekker", en de gaanderij/zwichtstelling zijn verwijderd na loskomen van onderdelen hiervan. Restauratieplannen zijn tot dusver nooit uitgevoerd. 
Sinds 2005 is de stad Gistel de eigenaar. In 2018 werd een beheersplan opgesteld en in 2021 kende de Vlaamse overheid een eerste subsidie toe om de molen te ontmantelen en vlot toegankelijk te maken. De laatste fase van het restauratietraject is gepland voor 2033, precies 100 jaar na de bouw van de molen.